# Ricardo Souza Silva
Ricardo Souza Silva (sinh ngày 26 tháng 11 năm 1975) là một cầu thủ bóng đá người Brasil.

## Sự nghiệp câu lạc bộ
Ricardo Souza Silva đã từng chơi cho Nagoya Grampus Eight, Bellmare Hiratsuka và Kawasaki Frontale.